# 三上直之
三上 直之（みかみ なおゆき、1973年 - ）は、日本の環境社会学者、北海道大学准教授。

## 人物・来歴
千葉県野田市生まれ。1996年東京大学文学部社会学専修課程卒業、出版社勤務を経て、東京大学大学院で環境社会学を学ぶ。2007年「円卓会議方式による地域環境再生計画の策定過程の分析と評価」で博士（環境学）。2005年北海道大学科学技術コミュニケーター養成ユニット特任助教授（2007年特任准教授）、2008年准教授。専門分野は環境社会学、科学技術社会論。

## 著書
- 『「超」読解力』講談社+α新書 2005.11
- 『地域環境の再生と円卓会議 東京湾三番瀬を事例として』日本評論社, 2009.3
- 『気候民主主義 次世代の政治の動かし方』岩波書店, 2022.5

### 共編著
- 『萌芽的科学技術と市民 フードナノテクからの問い』立川雅司共編著. 日本経済評論社, 2013.7
- 『市民の日本語へ 対話のためのコミュニケーションモデルを作る』村田和代,松本功,深尾昌峰,重信幸彦共著. ひつじ書房, 2015.3
- 『「ゲノム編集作物」を話し合う』立川雅司共著. ひつじ書房, 2019.3
- 『リスク社会における市民参加 生活健康科学プログラム』八木絵香共編著. 放送大学教育振興会, 2021.3